# کارل واینریش
کارل واینریش (به آلمانی: Karl Weinrich) (زاده ۲ دسامبر ۱۸۸۷ - درگذشته ۲۲ ژوئیه ۱۹۷۳ ) یک سیاستمدار آلمانی در دوره رایش سوم و از سال ۱۹۲۸ تا ۲۲ اکتبر ۱۹۴۳ گاولایتر کورهسن بود.

## زندگینامه
کارل واینریش در سال ۱۹۲۲ به عضویت حزب نازی درآمد.از سال ۱۹۲۵ الی ۱۹۲۷ وی حسابدار حزب بود.پس از آن از سال ۱۹۳۰ الی ۱۹۳۳ وی لاندتاگ پروس شد.از ۱۲ نوامبر ۱۹۳۳ نماینده رایشستاگ از منطقه هسه-ناساو گردید.وی هم‌چنین از از سال ۱۹۲۸ تا ۲۲ اکتبر ۱۹۴۳ گاولایتر کورهسن بود. پس از بمباران ۲۲ اکتبر ۱۹۴۳ در کاسل که منجر به تخریب کل منطقه داخلی شهر گردید از سمت خویش خلع شد.وی به دلیل بی‌کفایتی در زمان بمباران یادشده در سال ۱۹۴۹ به ۱۰ سال زندان محکوم شد و در سال ۱۹۷۳ درگذشت.